# Dasymaschalon macrocalyx
Dasymaschalon macrocalyx Finet & Gagnep. – gatunek rośliny z rodziny flaszowcowatych (Annonaceae Juss.). Występuje naturalnie w Tajlandii, Kambodży, Wietnamie oraz Chinach (w prowincjach Hajnan i Guangdong oraz w regionie autonomicznym Kuangsi). 

## Morfologia
PokrójZimozielony krzew dorastający do 1–3 m wysokości. Młode pędy są owłosione.
LiścieMają podłużny kształt. Mierzą 7–15 cm długości oraz 2,5–4 cm szerokości. Są owłosione od spodu. Nasada liścia jest od sercowatej do zaokrąglonej. Wierzchołek jest od tępego do ostrego. Ogonek liściowy jest owłosiony i dorasta do 2–3 mm długości.
KwiatySą pojedyncze, rozwijają się w kątach pędów lub na ich szczytach. Działki kielicha mają owalny kształt, dorastają do 10–15 mm długości, są owłosione od wewnętrznej strony. Płatki mają lancetowaty kształt i czerwoną barwę, osiągają do 2–3 cm długości i 0,5–1 cm szerokości, są owłosione od wewnątrz. Kwiaty mają 10 szczecinowatych słupków.
OwoceTworzą owoc zbiorowy. Są nagie. Osiągają 5–6 cm długości i 0,5 cm szerokości. Mają szarawą barwę.

## Biologia i ekologia
Rośnie na otwartych przestrzeniach w lasach. Występuje na wysokości do 500 m n.p.m. Kwitnie od kwietnia do lipca, natomiast owoce pojawiają się od lipca do grudnia.